# Classe Lion (nave da battaglia)
La classe Lion fu una classe di navi da battaglia, progettata per conto della Royal Navy britannica alla fine degli anni 1930 ma rimasta infine allo stato di progetto non realizzato. Le Lion erano fondamentalmente una versione ingrandita e potenziata delle precedenti corazzate classe King George V, ma con la vistosa aggiunta di un armamento principale basato su nuovi cannoni in calibro 406 mm; se realizzate, le Lion sarebbero state le navi da battaglia più potentemente armate mai entrate in servizio nella Royal Navy.
Il requisito prevedeva la costruzione di sei unità classe Lion, e la prima coppia di navi fu messa in cantiere alla metà del 1938. Con lo scoppio della seconda guerra mondiale nel settembre 1939, tuttavia, il progetto venne rivisto: risorse e forza lavoro furono ben presto dirottate su altre priorità, e i lavori sulle due unità già impostate procedettero a rilento fino a essere del tutto sospesi nel maggio 1940 con le navi ancora largamente incomplete; la costruzione delle altre quattro unità fu cancellata senza che avesse avuto inizio.
Furono formulati vari piani di modifica del progetto originario, anche per tenere conto delle esperienze pratiche maturate nel corso del conflitto, ma alla fine la realizzazione delle Lion fu completamente annullata alla fine del 1942; le unità impostate furono quindi smantellate sullo scalo. Piani per la realizzazione di unità simili furono avanzati ancora nel 1944 e 1945, prima che la Royal Navy si rendesse conto dell'inutilità di simili navi negli scenari bellici successivi al conflitto mondiale.

## Il progetto

### Studi preliminari
La progettazione delle unità classe Lion fu influenzata dai termini imposti dai vari trattati internazionali in materia di controllo degli armamenti approvati nel corso degli anni 1920 e 1930. Il trattato navale di Washington del 1922 aveva imposto un blocco della durata di un decennio nella costruzione di nuove navi da battaglia, con solo alcune eccezioni specifiche; il trattato navale di Londra del 1930 estese il blocco nelle costruzioni di altri cinque anni, il che comportava che quasi tutte le navi dell'era della prima guerra mondiale avrebbero potuto essere sostituite in base alle regole del trattato di Washington solo una volta che il nuovo trattato fosse venuto a scadenza. Il governo britannico intendeva proseguire con questa tendenza e fare in modo che anche la seconda conferenza navale riunitasi a Londra nel 1935 portasse a un blocco delle costruzioni delle navi da battaglia, prevenendo lo scoppio di una corsa agli armamenti che il Regno Unito non era economicamente in grado di sostenere; il rifiuto dell'Impero giapponese di aderire al secondo trattato navale di Londra del 1936 vanificò questa speranza. Le uniche tre grandi potenze navali a siglare il nuovo trattato, ovvero Regno Unito, Francia e Stati Uniti d'America, annullarono il blocco delle nuove costruzioni in fatto di navi da battaglia, ma previdero per esse limiti in fatto di dimensioni e calibro dei cannoni principali: in particolare, le nuove corazzate dovevano avere un dislocamento standard massimo di 35 000 long ton (35 562 tonnellate) e cannoni principali non superiori al calibro di 14 pollici (356 mm). Il trattato prevedeva tuttavia una "clausola di escalation", in base alla quale le potenze firmatarie erano autorizzate ad armare le loro nuove navi da battaglia con cannoni da 16 pollici (406 mm) qualora il Giappone non avesse aderito all'accordo; visto il rifiuto di Tokyo, questa clausola entrò in vigore nell'aprile 1937.
Il Board of Admiralty britannico avviò quindi i primi studi circa la realizzazione di una nave da battaglia da 35 000 long ton armata di cannoni da 16 pollici, e dopo un inizio promettente investì il Director of Naval Construction (DNC) del compito di stendere i primi progetti in merito. Per risparmiare tempo, i progettisti usarono come base il progetto delle nuove navi da battaglia classe King George V, la cui progettazione era in corso fin dal 1928, ma le dimensioni piuttosto limitate imposte dal trattato di Londra rappresentavano una vera sfida. Nel tentativo di rimanere nel limite delle 35 000 long ton, il peso complessivo della corazzatura fu leggermente ridotto e due torrette gemelle di cannoni secondari da 133 mm, nonché gli idrovolanti da ricognizione imbarcati e le strutture per alloggiarli, furono eliminate; mantenere la stessa velocità, protezione e armamento secondario delle navi più vecchie installando però cannoni principali da 16 pollici e rimanendo entro i limiti del trattato si rivelò tuttavia impossibile.
I problemi causati ai progettisti dalle norme dei trattati ebbero fine il 31 marzo 1938, quando i firmatari del secondo trattato navale di Londra invocarono una nuova "clausola di escalation" in materia di dislocamento dopo che i giapponesi si rifiutarono di fornire alcuna informazione sul loro nuovo programma di costruzioni di navi da battaglia, che si riteneva avrebbe portato a corazzate superiori a qualunque unità già in servizio presso le potenze occidentali. A causa di limitazioni in materia di strutture di attracco, e per contenere il costo economico delle nuove navi, l'Ammiragliato britannico chiese come nuovo limite massimo la cifra di 40 000 long ton (40 642 tonnellate); il limite fu infine fissato a 45 000 long ton (40 722 tonnellate) perché gli statunitensi dichiararono che avrebbero accettato solo quella cifra o nessun'altra. L'Ammiragliato stesso decise comunque di attenersi a un limite di 40 000 long ton e nove cannoni da 16 pollici, visto che navi più grandi non avrebbero potuto alloggiare presso i maggiori cantieri navali della Royal Navy come Rosyth e Portsmouth. In virtù del nuovo limite, un nuovo progetto venne steso prevedendo una maggiore corazzatura, macchine più potenti, le due torrette secondarie da 133 mm prima eliminate e le sistemazioni aeronautiche per operare quattro idrovolanti da ricognizione; l'Ammiragliato approvò il nuovo progetto il 15 dicembre 1938, e poco dopo fu avviata la richiesta di offerte per la realizzazione delle nuove unità.

### Il progetto del 1938

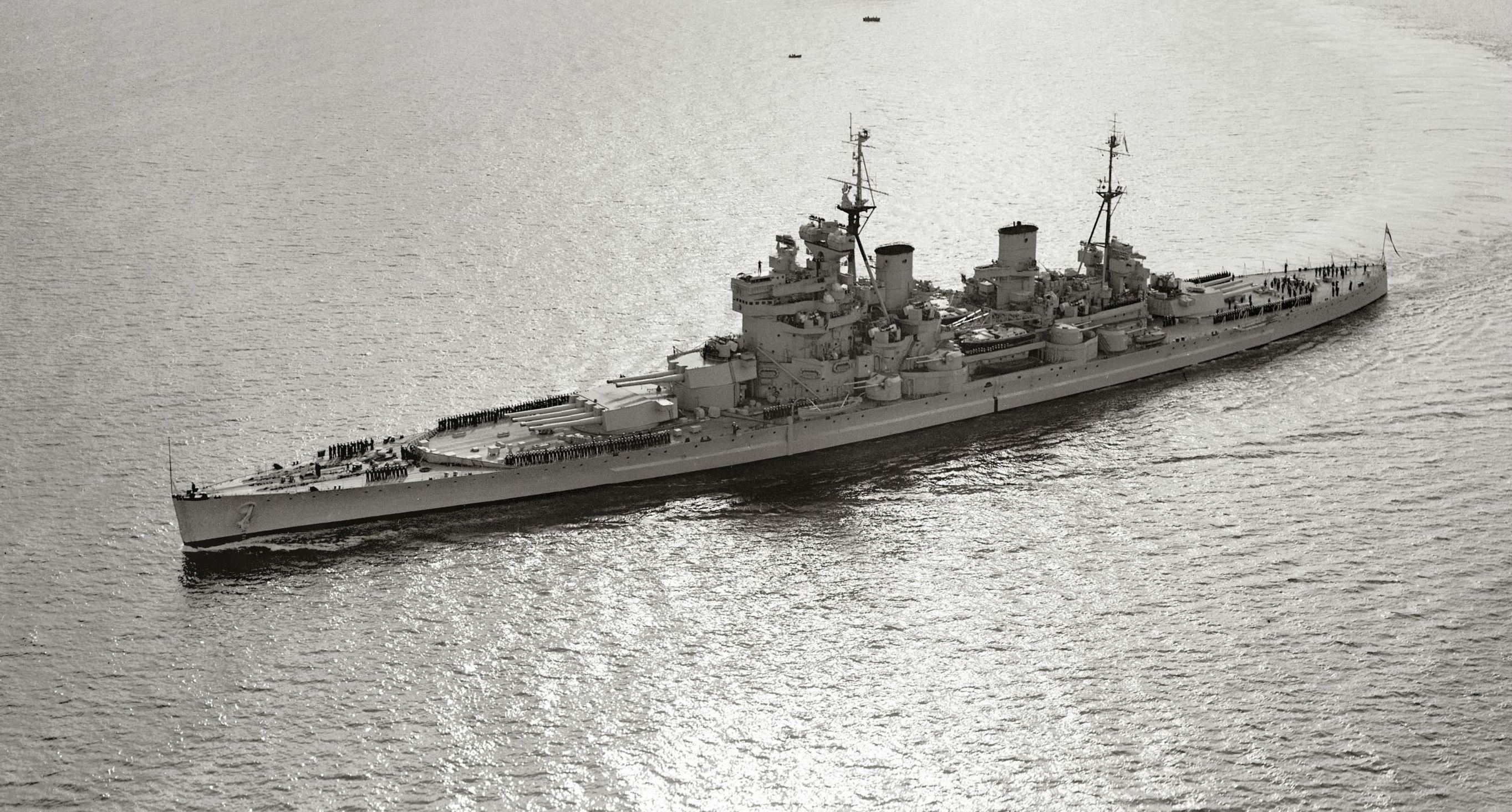
Veduta di un'unità classe King George V; l'aspetto delle Lion avrebbe richiamato da vicino le unità di questa classe

Le corazzate previste dal progetto del 1938 avrebbero avuto uno scafo lungo al gallegiamento 237,7 metri e fuori tutto 239,3 metri, una larghezza massima di 32 metri e un pescaggio massimo di 10,2 metri. Il dislocamento standard sarebbe stato di 40 550 long ton (41 201 tonnellate), mentre quello a pieno carico di combattimento avrebbe toccato le 46 400 long ton (47 145 tonnellate). L'aspetto esteriore delle future Lion avrebbe ricordato da vicino quelle delle corazzate classe King George V, ma avrebbe incluso uno specchio di poppa per incrementare la manovrabilità alle alte velocità. L'equipaggio avrebbe dovuto comprendere una stima di circa 1 680 ufficiali e marinai.
Al fine di risparmiare tempo nella progettazione, il sistema propulsivo a quattro alberi motore già sviluppato per le King George V fu duplicato anche per le Lion, con sala macchine e sale caldaia alternate. Le Lion sarebbero state equipaggiate con quattro gruppi di turbine a vapore della Parsons Marine Steam Turbines, alloggiate ciascuna in locali separati e azionanti altrettanti alberi motore; la potenza generata complessivamente dall'impianto raggiungeva i 130 000 shp (97 000 kW), dando una prevista velocità massima alle prove di 30 nodi (56 km/h). Le turbine sarebbero state alimentate da otto caldaie a tubi d'acqua a tre cilindri tipo "Admiralty", alloggiate in quattro sale caldaie; gli impianti potevano generare vapore alla pressione di 400 psi (2 758 kPa; 28 kg/cm²) e alla temperatura di 371 °C. Di progetto le Lion avrebbero imbarcato 3 780 tonnellate di olio combustibile, il quale avrebbe conferito un'autonomia di 14 000 miglia alla velocità di crociera di 10 nodi (25 930 km a 18,52 km/h). L'energia elettrica a bordo sarebbe stata fornita da sei turbogeneratori da 330 kiloWatt e da due generatori diesel sempre da 330 kiloWatt.
L'armamento principale delle Lion si sarebbe basato su nove cannoni BL 16-inch Mark II di nuovo tipo, da 406 mm e con canna lunga 45 calibri, collocati in tre torri triple manovrate idraulicamente di cui due a prua sovrapposte e una a poppa. L'elevazione massima delle torri avrebbe toccato i +40°, anche se i pezzi potevano essere ricaricati solo con un'elevazione massima di +5°. I cannoni avrebbero potuto sparare un proiettile da 1 077 kg alla velocità alla volata di 757 m/s, il che avrebbe garantito una gittata massima di 37 088 metri alla massima elevazione con un rateo di fuoco sui due colpi al minuto; la riserva di munizioni prevedeva un massimo di 100 colpi da 406 mm per ogni cannone. L'armamento secondario si sarebbe composto di sedici cannoni QF 5.25-inch Mark I da 133 mm, a impiego duale antinave e antiaereo, alloggiati in otto torrette binate collocate a centro nave quattro per lato. I pezzi, già impiegati come armamento secondario nelle classe King George V, avevano una depressione massima di -5° e un'elevazione massima di +70°, e potevano sparare un proiettile da 36 kg alla velocità alla volata di 814 m/s; alla massima elevazione, i pezzi erano capaci di una gittata di 22 010 metri, con un rateo di fuoco normale di 7-8 colpi al minuto. La riserva di munizioni si aggirava sui 400 colpi da 133 mm per ogni cannone. Per la protezione antiaerea a corta distanza, infine, sarebbero state installate 48 sperimentate mitragliere Vickers-Armstrong QF 2 lb da 40 mm, in sei impianti ottupli: le mitragliere sparavano un proiettile da 0,76 kg alla velocità alla volata di 730 m/s, con una gittata massima di 6 200 metri e un rateo di fuoco di 96-98 colpi al minuto; la riserva prevedeva un totale di 1 800 colpi da 40 mm per ogni bocca da fuoco.

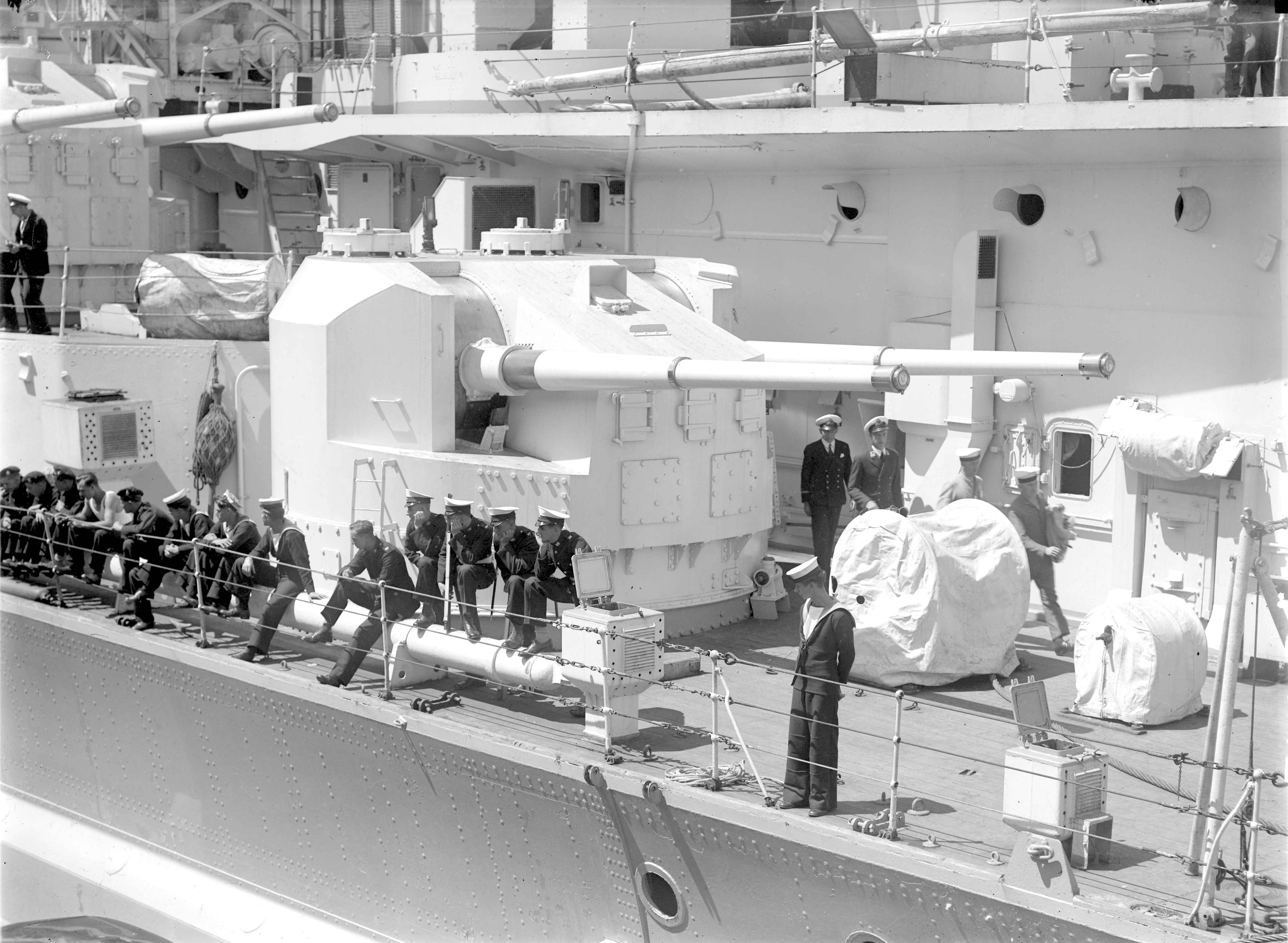
Una torretta binata per cannoni da 133 mm, qui montata sul ponte della King George V

Il sistema di protezione delle Lion era in pratica identico a quello delle King George V. La cintura corazzata, del tipo "cementata Krupp", al galleggiamento avrebbe avuto uno spessore di 373 mm e una lunghezza di 132 metri; la parte principale della cintura sarebbe stata alta 4,6 metri, ma un fasciame inferiore, alto 2,5 metri, si sarebbe esteso per altri 12,2 metri oltre le estremità della cittadella corazzata centrale. Lo spessore si sarebbe rastremato verticalmente da 373 a 140 mm lungo il bordo inferiore della cintura, mentre le piastre all'estremità della cintura avrebbero avuto uno spessore di 279 mm nella parte superiore. Paratie trasversali spesse 254–305 mm avrebbero chiuso ciascuna estremità della cittadella corazzata centrale della nave, con all'estremità posteriore del vano della timoneria una paratia trasversale da 100 mm. Le torri dei cannoni principali sarebbero state protette da piastre di corazzatura cementata spesse 381 mm sul fronte, ma i tetti sarebbero stati protetti da piastre non cementate spesse 152 mm e i fianchi da piastre spesse 180-250 mm. Le barbette delle torri principali avrebbero avuto una corazzatura spessa 305–381 mm sui fianchi.
Progettata per resistere agli impatti di bombe aeree perforanti da 450 kg sganciate da un'altitudine di 4 300 metri, la protezione del ponte delle Lion era identica a quella delle King George V. Il ponte corazzato sarebbe stato spesso 152 mm sopra i magazzini delle munizioni, riducendosi a 127 mm sopra i locali macchine; la corazzatura continuava a prua e a poppa della cittadella al livello del ponte inferiore: in avanti si sarebbe rastremata fino a uno spessore di 64 mm vicino alla prua, mentre a poppa proteggeva il timone e gli alberi dell'elica con un'armatura spessa 114-127 mm. A differenza di tedeschi, francesi e statunitensi, i britannici non credevano fosse necessario proteggere la torre di comando con una spessa blindatura, ritenendo che la possibilità di colpirla in pieno fosse piuttosto ridotta: per tale motivo, il torrione delle Lion avrebbe avuto una corazzatura con spessori compresi tra 76 e 114 mm.
La protezione subacquea, virtualmente identica a quella delle King George V, sarebbe stata costituita da un sistema a tre strati largo 4 metri di locali vuoti e compartimenti pieni di liquido, destinati ad assorbire l'energia di un'esplosione sottomarina contro lo scafo; lo strato più interno sarebbe stato rappresentato da una paratia anti-siluro spessa 44 mm. Per tutta la lunghezza della cittadella centrale, durante prove su vasta scala questo sistema risultò essere in grado di resistere a un'esplosione pari a 450 kg di TNT. Le Lion avrebbero infine avuto un doppio scafo della profondità di 1,2 metri.
Alcuni studiosi navali ritengono che il progetto della classe Lion avrebbe corretto alcune delle carenze delle King George V, ma con le notevoli eccezioni rappresentate dal troppo poco profondo sistema di protezione dai siluri, causato dai limiti dell'infrastruttura esistente, e la limitata resistenza. La loro batteria principale da 16 pollici, sebbene non fosse la più potente al mondo, sarebbe stata superiore a quella installata sulle corazzate classe Nelson e classe King Geroge V, il che avrebbe reso le Lion le corazzate più potenti e veloci ad aver prestato servizio nella Royal Navy.

### Avvio e interruzione della costruzione
L'Ammiragliato britannico progettò di realizzare sei navi da battaglia della classe Lion, con una coppia di unità finanziata in ciascuno dei programmi di costruzioni navali degli anni 1938, 1939 e 1940. La prima coppia di unità, i cui nomi previsti erano Lion e Temeraire, fu ordinata il 28 febbraio 1938 rispettivamente ai cantieri navali della Vickers-Armstrongs e della Cammell Laird: la costruzione della Lion prese avvio nello scalo di Newcastle upon Tyne il 4 luglio seguente, preceduta da quella della Temeraire la cui impostazione avvenne il 1º giugno nel cantiere di Birkenhead. Il 15 agosto l'Ammiragliato stipulò con la John Brown & Company il contratto per la realizzazione della terza unità, la Conqueror, mentre la costruzione della quarta unità, la Thunderer, fu aggiudicata alla Fairfield Shipbuilding and Engineering Company il 15 novembre. Dopo lo scoppio della seconda guerra mondiale nel settembre 1939 la costruzione dello scafo delle prime due unità continuò saltuariamente fino all'inizio di ottobre, quando l'Ammiragliato ordinò di sospenderla per un anno; la costruzione dei cannoni da 406 mm e delle torrette destinati a ospitarli doveva invece proseguire. L'impostazione della seconda coppia di unità fu riprogrammata per il gennaio e l'aprile 1941.
Il 15 novembre 1939 l'Ammiragliato autorizzò la ripresa della costruzione degli scafi della Lion e della Temeraire qualora le ditte costruttrici non avessero lavori più urgenti da portare a termine, ma nel maggio 1940 giunse nuovamente l'ordine di sospendere qualsiasi lavoro sulle due corazzate; nel novembre seguente la sospensione venne riaffermata, congiuntamente all'ordine di trasferire l'acciaio ammassato per la realizzazione della Lion alla costruzione della nave da battaglia HMS Vanguard. Nel tardo 1942 l'Ammiragliato scrisse alla Vickers Armstrongs e alla Cammell Laird «chiedendo loro di sgomberare gli scali e di riutilizzare il materiale su altri contratti navali ove possibile». Tutti i lavori sulle unità cessarono entro l'aprile 1943, e le piastre corazzate realizzate nel frattempo per lo scafo della Lion furono inviate alla demolizione; a quella data erano stati realizzati solo quattro cannoni da 406 mm, ma senza nessuna delle torri destinate ad alloggiarli.

## Proposte di modifica

### Il progetto rivisitato del 1942

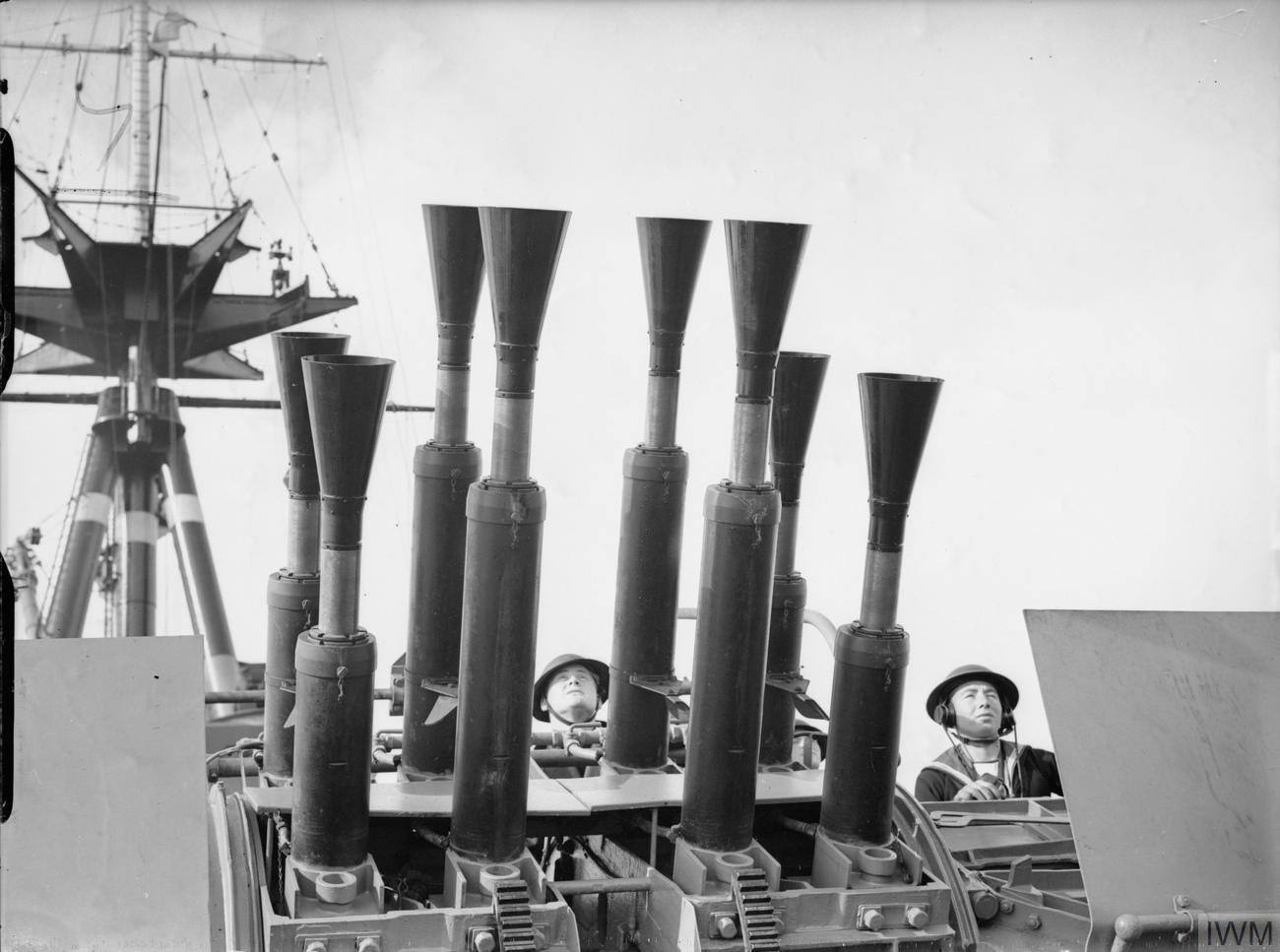
Un impianto ottuplo di mitragliere da 40 mm a bordo della

Nonostante la sospensione dei lavori disposta allo scoppio della guerra, l'Ammiragliato decise comunque di continuare gli studi progettuali sulle nuove navi da battaglia, implementando miglioramenti emersi alla luce dell'esperienza bellica del tempo. Nel tardo 1941 fu sviluppato un nuovo progetto, prevedendo un aumento della larghezza dello scafo a 32,9 metri (il valore massimo possibile per poter transitare attraverso le chiuse del canale di Panama) al fine d aumentare la profondità e quindi l'efficacia del sistema di protezione dagli attacchi subacquei; lo spazio in più sarebbe servito anche a imbarcare altre 1 100 tonnellate di carburante, incrementando l'autonomia delle unità, ma avrebbe anche comportato l'impossibilità di attraccare le unità a molte delle basi navali della Royal Navy, tra cui Rosyth e Portsmouth. Il requisito costruttivo prima formulato secondo cui la torre "A" dei cannoni da 406 mm (quella più a prua) doveva essere in grado di sparare ad alzo zero fu revocato, perché l'esperienza con le King George V dimostrò che una simile soluzione avrebbe comportato una radicale riduzione del bordo libero in avanti, con conseguente allagamento di questa sezione dello scafo in presenza di mare mosso preso di prua; il bordo libero fu anzi incrementato di 2,7 metri. Al fine di compensare almeno parzialmente l'aumento di peso dato dall'allargamento dello scafo, lo spessore della cintura corazzata venne ridotto di valori compresi tra 25 mm e 350 mm in vari punti salvo che nella zona dei depositi delle munizioni; gli idrovolanti da ricognizione e le strutture volte a ospitarli furono eliminate, e lo spazio così ricavato nelle sovrastrutture fu destinato a ospitare altre armi antiaeree: in particolare, nel nuovo arrangiamento gli impianti di mitragliere da 40 mm salivano a nove ottupli e uno quadruplo.
Con le nuove modifiche, la lunghezza fuori tutto delle Lion sarebbe salita a 241,7 metri, con un incremento del dislocamento standard a 42 550 long ton (43 233 tonnellate) e di quello a pieno carico a 47 650 long ton (48 415 tonnellate). Non venne prevista alcuna modifica per l'apparato propulsivo, e di conseguenza l'aumento del dislocamento avrebbe fatto calare la velocità massima a 28,25 nodi (52,32 km/h); l'aumento del carburante imbarcato avrebbe invece aumentato l'autonomia a circa 16 500 miglia nautiche (30 600 km) alla velocità di 10 nodi. Gli apparati radar delle unità sarebbero stati aggiornati allo standard previsto per la Vanguard. Dopo che l'incrociatore leggero Belfast ebbe accusato una completa perdita di energia elettrica a seguito dell'urto con una mina, i due generatori diesel furono rimpiazzati da altri due turbogeneratori. L'equipaggio sarebbe aumentato a 1 750 ufficiali e marinai.

### Il progetto del 1944
Verso a fine della guerra, la divisione pianificazione della Royal Navy iniziò a stendere i primi progetti in merito alla composizione della marina nel periodo postbellico, comprensivi di un requisito per una dozzina di nuove navi da battaglia; nel febbraio 1944 il DNC riprese quindi in mano il progetto delle Lion per rivederlo ulteriormente alla luce delle esperienze pratiche scaturite dal conflitto, ma giunse infine alla conclusione che «la potenza degli armamenti moderni era aumentata così tanto che era necessaria una sempre maggiore quantità di corazzatura e protezione anti-siluri, fino al punto da diventare incompatibile con la limitata potenza offensiva della nave».
Secondo il progetto rivisto del 1944, l'armamento principale si sarebbe dovuto basare su una versione migliorata (Mk IV) del cannone da 406 mm, installato in una nuova torretta Mk III e capace di sparare un proiettile più pesante con solo una limitata riduzione della velocità alla volata. Come armamento secondario sarebbero state installate dodici torrette binate di cannoni Mk V 4,5" QF da 113 mm, impiegabili anche nel tiro antiaereo unitamente a dieci impianti sestupli e un impianto binato di cannoni Bofors 40 mm; per la difesa antiaerea a corta gittata sarebbero state invece disponibili cinquanta mitragliere da 20 mm Oerlikon. I calcoli preliminari in materia di prestazioni furono completati nell'ottobre 1944, e rivelarono che la nuova unità avrebbe avuto un dislocamento standard di 50 400 long ton (51 209 tonnellate) e uno a pieno carico di 60 700 long ton (61 674 tonnellate), con una prevista velocità massima di 26 nodi (48 km/h); studi più dettagliati in merito furono portati a termine nel gennaio 1945, mostrando che la nuova unità avrebbe avuto un dislocamento standard di 59 850 long ton (60 180 tonnellate) e uno a pieno carico di 69 500 long ton (70 615 tonnellate): tali valori furono giudicati come troppo imponenti, quindi nei mesi successivi furono elaborate più varianti del progetto, esaminando gli effetti sul dislocamento dati da eventuali riduzioni dell'armatura laterale, della protezione subacquea e del numero di torrette principali e secondarie. Nuovi requisiti progettuali furono formulati in marzo, imponendo una velocità massima di 29 nodi (54 km/h) e un'autonomia almeno pari a quella prevista nel progetto originario; ciò ostacolò notevolmente la capacità dei progettisti di ridurre le dimensioni dello scafo, poiché solo quelle varianti che prevedevano l'installazione di sole due torri di cannoni principali garantivano un dislocamento standard inferiore a 55 500 long ton (56 391 tonnellate). La variante più radicale del progetto, indicata come "Design X", presentava un dislocamento standard di 36 800 long ton (37 391 tonnellate), ottenuto con l'adozione di uno schema di corazzatura simile a quella dell'incrociatore da battaglia HMS Renown dopo la modernizzazione degli anni 1930 e una protezione subacquea ridotta al minimo, basata solo su una stretta compartimentazione e su paratie interne rinforzate per localizzare i danni; l'armamento sarebbe stato composto da due sole torri triple di cannoni da 406 mm e otto torrette di cannoni da 113 mm.
Nell'aprile 1945 un comitato presieduto dal contrammiraglio Reginald Servaes revisionò tutti i progetti presentati e l'Ammiragliato formulò la richiesta per degli schemi preliminari basati sul Design X, con entrambe le torri da 406 mm collocate nella parte anteriore dello scafo come sulle unità francesi classe Richelieu e una più spessa cintura corazzata laterale. Il nuovo progetto, designato X3, fu presentato in maggio dal DNC e prevedeva un'unità dal dislocamento standard di 45 350 long ton (46 078 tonnellate); il mese seguente l'Ammiragliato richiese che le due torri triple da 406 mm fossero rimpiazzate da quattro torri quadruple di più piccoli cannoni da 381 mm, una richiesta a cui il DNC obbiettò: nessuno studio preliminare era mai stato fatto in merito a questo cambio dell'armamento, e ciò avrebbe fatto ritardare la costruzione di 15 o 18 mesi oltre a comportare un previsto incremento del dislocamento di altre 2 000 tonnellate. In luglio il DNC chiese e ottenne il permesso di studiare ulteriori metodi per ridurre le dimensioni del progetto formulato originariamente nel 1944 (Design B3), e i lavori su di esso come sul Design X3 continuarono in parallelo fino all'ottobre 1945. Per quella data, tuttavia, era diventata chiara l'impossibilità per la Royal Navy non solo di costruire nuove grandi corazzate ma persino di mantenere in essere la flotta da battaglia esistente, alla luce delle difficoltà economiche del Regno Unito nel periodo postbellico; ulteriori lavori di progettazione furono informalmente sospesi su tutto tranne che sul nuovo cannone Mk IV e la sua torretta Mk III, finché anche questi non furono cancellati per ordine del Primo lord del mare il 10 marzo 1949.

### Il progetto per una portaerei ibrida
L'8 gennaio 1941 il contrammiraglio Bruce Fraser, all'epoca Terzo lord del mare, richiese al DNC di studiare il progetto per la realizzazione di un'unità ibrida corazzata-portaerei basata sullo scafo delle classe Lion; un primo disegno della nuova unità fu presentato due mesi più tardi per le prime considerazioni, ma non fu bene accolto dagli osservatori perché, nel tentativo di mantenere le tre torri d'artiglieria dell'armamento principale, lasciava un ponte di volo per gli aerei troppo corto per essere considerabile come utile. Fu richiesto un nuovo progetto, in cui la torre di poppa era eliminata lasciando solo le due torri di prua, e quest'ultimo fu presentato nel luglio 1941: l'unità avrebbe avuto un dislocamento standard di 44 750 long ton (45 470 tonnellate) e un dislocamento a pieno carico di 51 000 long ton (52 000 tonnellate), con uno scafo lungo al galleggiamento 243,8 metri, largo 35,1 metri e con un pescaggio di 8,99 metri; il ponte di volo poppiero avrebbe avuto una lunghezza di 152,4 metri e una larghezza di 22,3 metri. Le macchine erano identiche al progetto del 1938, ma l'aggiunta di 610 tonnellate di carburante in più avrebbe garantito un aumento dell'autonomia a 14 750 miglia nautiche (27 230 km) alla velocità di crociera di 10 nodi. L'armamento si sarebbe basato come detto su sei cannoni da 406 mm in due torri triple sovrapposte a prua, oltre a sedici cannoni da 133 mm e otto impianti ottupli di mitragliere da 40 mm; la dotazione aeronautica avrebbe previsto un totale di dodici caccia e due bombardieri/aerosiluranti. Il giudizio del Direttorato per gli armamenti navali fu tuttavia brutale: «Le funzioni e i requisiti delle portaerei e delle piattaforme per cannoni di superficie sono del tutto incompatibili [...] la concezione di questi progetti [...] è evidentemente il risultato di una contesa irrisolta tra l'accettazione consapevole dell'aereo e il desiderio inconscio di una flotta come quella del 1914 [...] questi aborti sono il risultato di un disadattamento psicologico. I necessari aggiustamenti dovrebbero risultare da una corretta rianalisi dell'intera questione, ovvero: quale sarebbe una flotta equilibrata nel 1945, 1950 o 1955?». Il progetto fu infine accantonato.